# Serralada de l'Arakan
Arakan Yoma és un sistema muntanyós al nord-oest de Myanmar que s'estén des de les muntanyes Naga en direcció nord-sud des de l'estat de Manipur i oest de Tripura, a l'Índia, fins al curs baix del riu Irauadi al golf de Bengala arribat a la mar al Cap Negrais, formant una barrera climàtica que evita la penetració del monsó del sud-oest al centre del país. Recobert per la selva, és difícilment penetrable. Culmina als 3.053 m en el mont Victoria (Nat Ma Taung) santuari d'animals i natura a la frontera amb l'estat Xin. Forma part de la serralada de l'ecoregió "Chin Hills-Arakan Yoma montane forests", amb selves diverses. Els boscos tenen vegetació diversa però predomina el pi i el tec. Són poblats pel poble Zo.
Al segle XIX la muntanya més alta explorada era l'anomenada Muntanya Blava a uns 2.200 metres d'altura, en entrar les muntanyes al Arakan. El 1868 els britànics van establir un sanatori a Myaung-gyii, a la ruta pel pas Taung-gup, 25 km més enllà de Naung-kyi-dauk, a uns 650 metres d'altura. Akouk-taung és una muntanya a l'extrem oriental de les muntanyes.